# Élections générales britanniques de 1922
 (janvier 2022).
Si vous disposez d'ouvrages ou d'articles de référence ou si vous connaissez des sites web de qualité traitant du thème abordé ici, merci de compléter l'article en donnant les références utiles à sa vérifiabilité et en les liant à la section « Notes et références ».
Les élections générales britanniques de 1922 se sont déroulées le 15 novembre. La majorité revient au Parti conservateur d'Andrew Bonar Law, tandis que le Parti libéral, divisé entre David Lloyd George et Herbert Henry Asquith, est dépassé pour la première fois par les Travaillistes, en nombre d'électeurs comme en nombre de sièges.

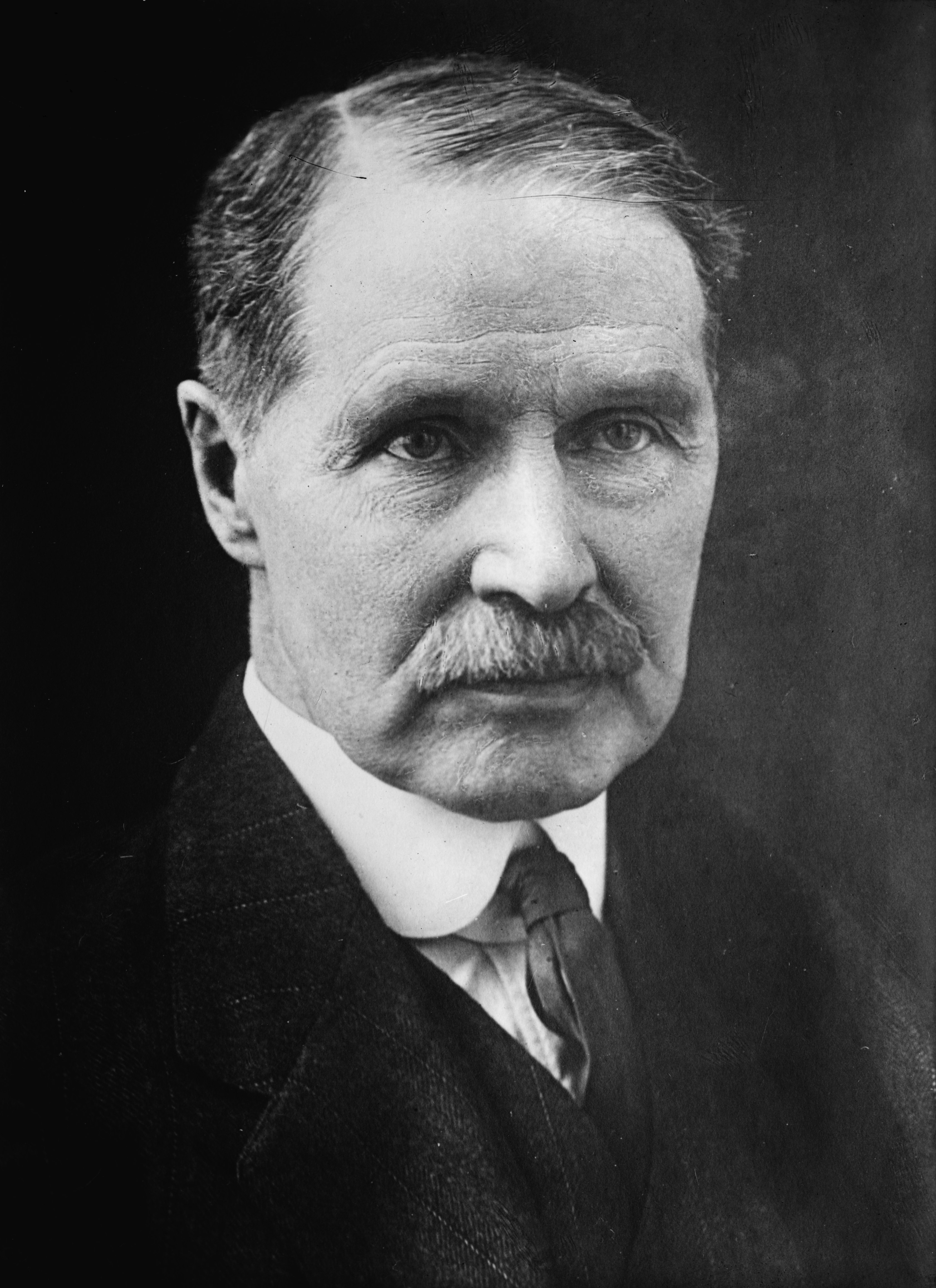
Andrew Bonar Law (Parti conservateur).
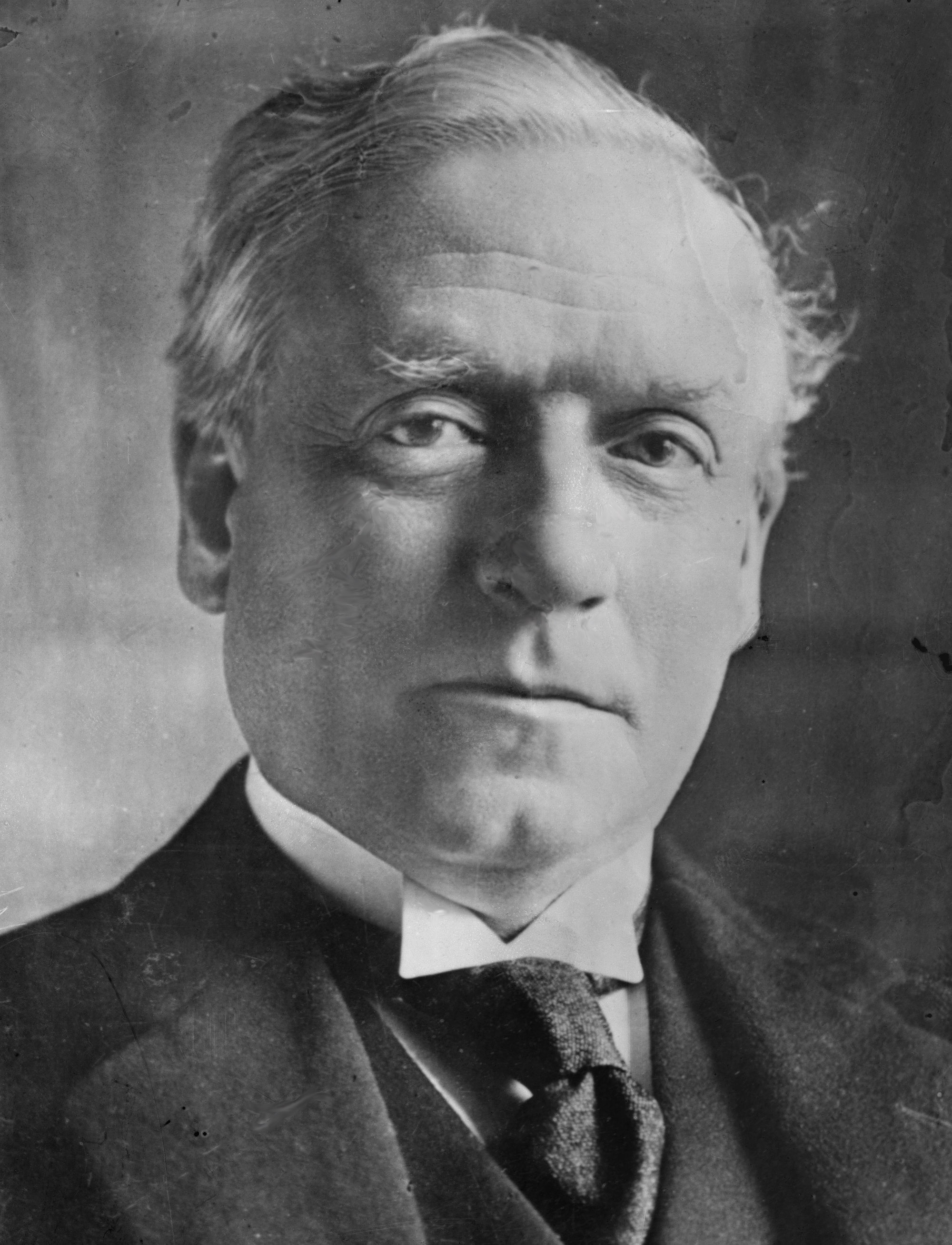
Herbert Henry Asquith (Parti libéral).
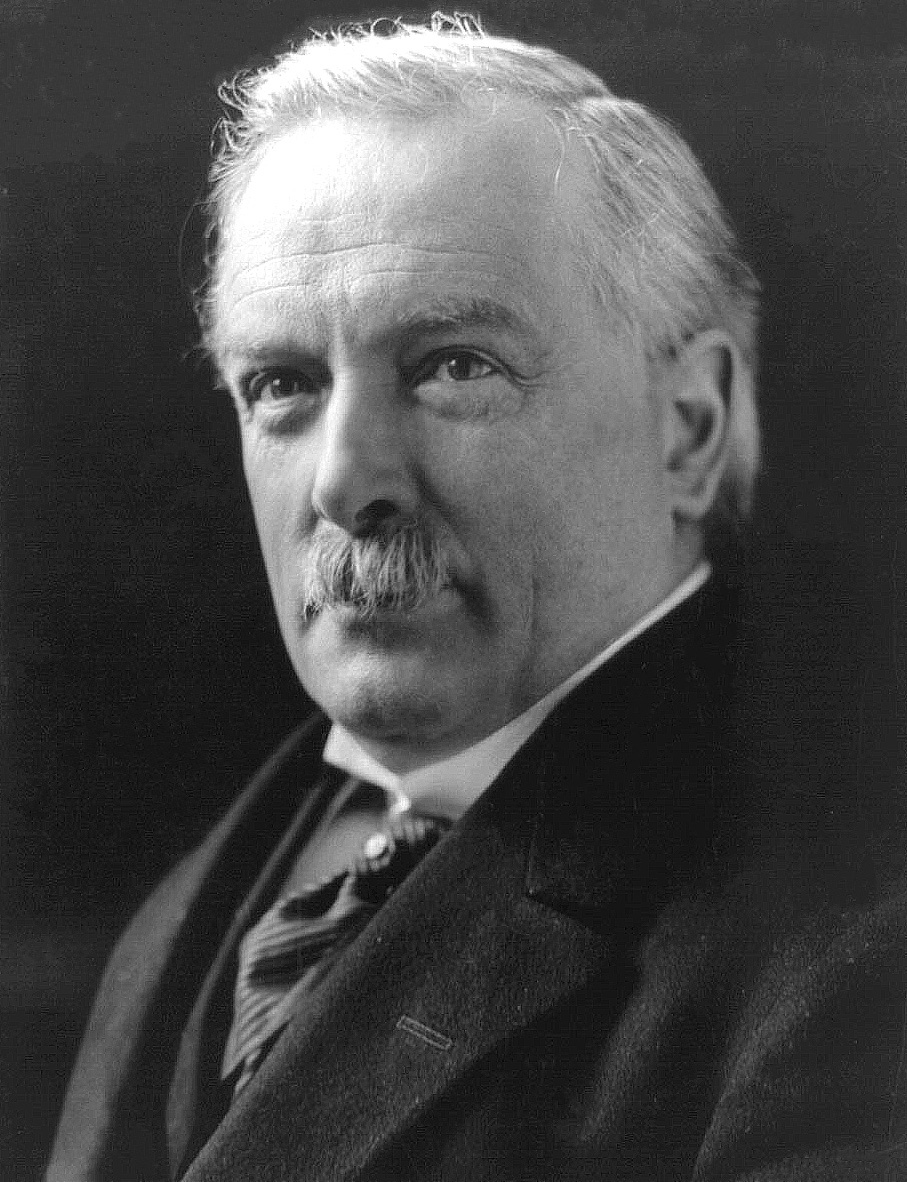
David Lloyd George (Parti national-libéral).

## Résultats
| Parti | Parti                                        | Candidats | Candidats | Candidats | Candidats | Votes      | Votes | Votes |
| Parti | Parti                                        | Présentés | Élus      | +/-       | %         | Nombre     | %     | +/-   |
| ----- | -------------------------------------------- | --------- | --------- | --------- | --------- | ---------- | ----- | ----- |
|       | Parti conservateur                           | 482       | 344       | -35       | 55,9      | 5 294 465  | 38,5  | +0,1  |
|       | Parti travailliste                           | 414       | 142       | +85       | 23,1      | 4 076 665  | 29,7  | +8,9  |
|       | Parti libéral                                | 334       | 62        | +26       | 10,1      | 2 601 486  | 18,9  | +5,9  |
|       | Parti national-libéral                       | 151       | 53        | -74       | 8,6       | 1 355 366  | 9,9   | -2,7  |
|       | Conservateurs indépendants                   | 20        | 3         | +2        | 0,5       | 116 861    | 0,9   | +0,5  |
|       | Indépendants                                 | 15        | 3         | +1        | 0,5       | 114 697    | 0,8   | -0,2  |
|       | Parti nationaliste (en)                      | 4         | 3         | -4        | 0,5       | 57 641     | 0,4   | -1,8  |
|       | Parti communiste                             | 5         | 1         | +1        | 0,17      | 30 684     | 0,2   | N/A   |
|       | Agriculturalistes                            | 4         | 0         | 0         | /         | 21 510     | 0,2   | 0,0   |
|       | Travaillistes indépendants                   | 4         | 1         | -1        | 0,17      | 18 419     | 0,1   | -1,0  |
|       | Constitutionnaliste                          | 1         | 1         | +1        | 0,17      | 16 662     | 0,1   | N/A   |
|       | Scottish Prohibition Party (en)              | 1         | 1         | +1        | 0,17      | 16 289     | 0,1   | +0,1  |
|       | Libéraux indépendants                        | 3         | 1         | 0         | 0,17      | 13 197     | 0,1   | -0,1  |
|       | Unioniste indépendant                        | 1         | 0         | /         | /         | 9 861      | 0,1   | N/A   |
|       | Communiste indépendant                       | 1         | 0         | /         | /         | 4 027      | 0,1   | N/A   |
|       | Fédération communiste antiparlementaire (en) | 1         | 0         | /         | /         | 470        | 0,1   | N/A   |
| Total | Total                                        | 1 441     | 615       | /         | 100       | 13 748 300 | 100   | /     |